# Tatiana Sfiligoy
Tatiana Sfiligoy (Córdoba, 11 de julio de 1973), nacida Tatiana Ruarte Britos, es una psicóloga argentina y activista de derechos humanos que, junto a su hermana Mara Sfiligoy -nacida como Laura Jotar Britos-, fue la primera niña recuperada por las Abuelas de Plaza de Mayo en el marco del robo de bebés realizado por la dictadura militar instalada en 1976 en Argentina.

## Secuestro de sus padres
En 1977 Tatiana vivía con su madre Mirta Graciela Britos -militante del FAL22- y su pareja Alberto Javier Jotar -militante del FAL22 y el ERP-, padre de su hermana Laura Malena, nacida ese mismo año. El 17 de agosto de 1976 su padre, Oscar Ruarte Perez -También militante del FAL22 y ERP- fue secuestrado y desaparecido por el régimen militar.  En octubre de 1977 Mirta Graciela Britos y Alberto Jotar fueron también secuestrados-desaparecidos, quedando las dos niñas abandonadas en una plaza de Villa Ballester (Gran Buenos Aires).

## Vida
El juez internó a las niñas separadas en un orfanato como  N.N. . En el año 1978 después Tatiana fue adoptada de buena fe por el matrimonio Carlos Sfiligoy y su esposa Inés, quien además adoptó a su hermana, debido a la sugerencia de algunos empleados del juzgado de San Martín, que sabían que ambas eran hermanas.
Simultáneamente las Abuelas de Plaza de Mayo habían iniciado la búsqueda de las niñas, hasta localizarlas en 1980. El matrimonio Sfiligoy colaboró desde un primer momento con los familiares de las niñas y las Abuelas de Plaza de Mayo, para establecer la identidad suprimida. Ambas niñas permanecieron como hijas adoptivas de los Sfiligoy y en contacto con su familia biológica; al crecer y volverse adulta decidieron mantener sus nombres adoptivos. 
Tatiana se recibió de psicóloga y ejerce su profesión con las Abuelas de Plaza de Mayo, atendiendo las necesidades de las personas que realicen búsqueda de su identidad, trabajo en el registro de adopciones, en el centro de salud por el derecho a la identidad de Abuelas de Plaza de Mayo, y actualmente trabaja en la secretaría de DDHH de la Nación. Hoy es madre de Iri de 24 años, de Maia de 18 años y Pedro de 10 años de edad.
En 2007, el programa Televisión por la identidad, transmitido masivamente por Telefe y multipremiado, dedicó el primero de sus tres capítulos, "Tatiana", a su historia. En el mismo su papel está interpretado por Micaela Brusco (Tatiana de niña) y Sofía Elliot (Tatiana adolescente). En el cierre del capítulo aparece Tatiana personalmente con sus hijas contando brevemente sus sentimientos.